# Привільне (Дубенський район)
Приві́льне — село в Україні, у Привільненській сільській громаді Дубенського району Рівненської області. Населення становить 1115 осіб. Нині це мальовниче село за 10 кілометрів від міста Дубно. У Привільному налічується близько 369 дворів, проживає 1081 житель. Гордістю є ветерани Другої Світової війни яких налічується 40 чоловік.

## Історія

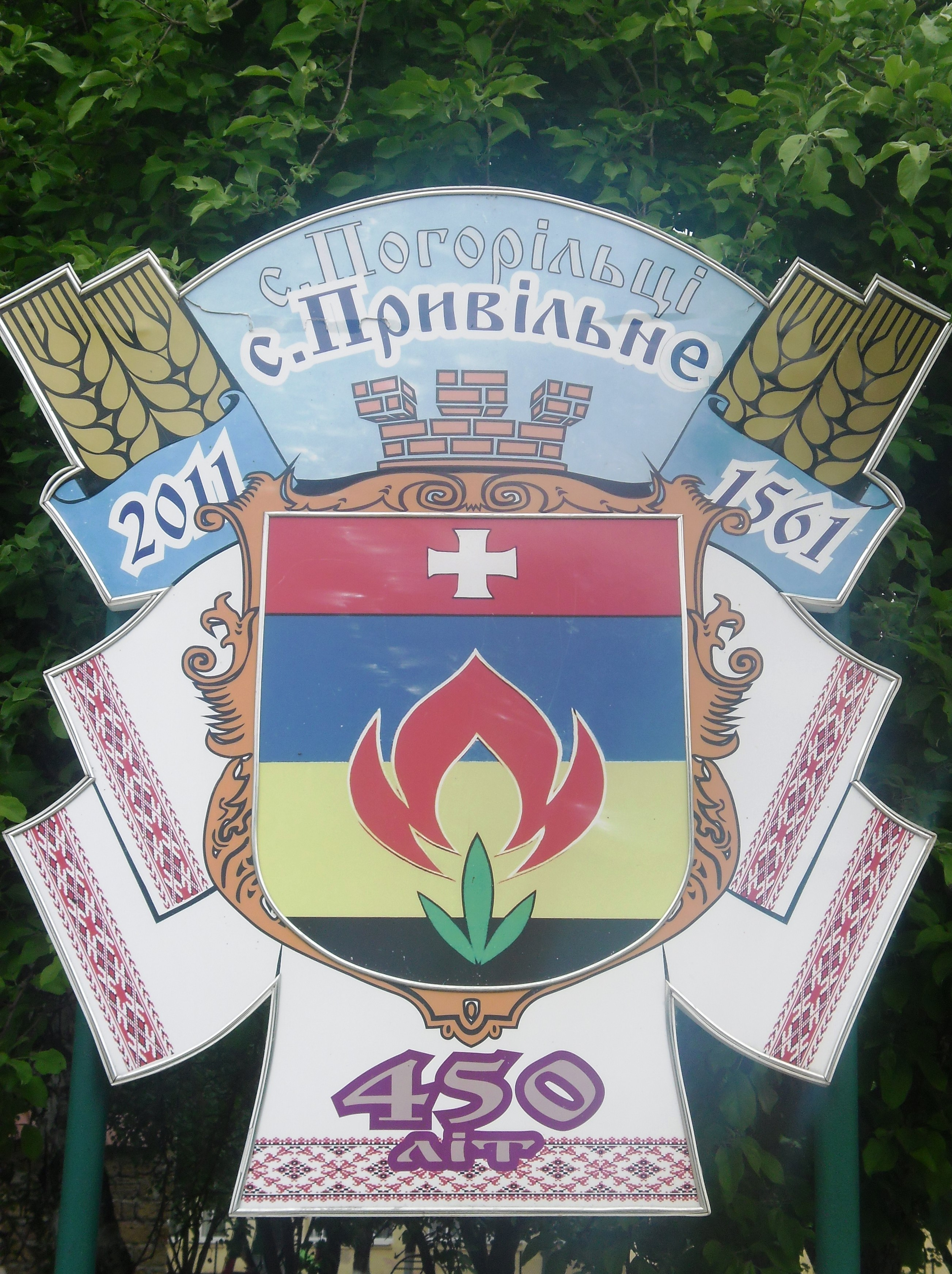
Панно-герб, який встановлено в центрі села Привільне.

Здавна люди часто селились біля річок, озер, лісів. Так над безіменною річкою (слід якої ще й зараз є в Привільному) з'явились поселення Селища і Новосілки. Це були невеличкі села (дворів по 15-20), де люди займались полюванням, рибальством, скотарством і хліборобством.
Перша згадка про Погорільці датована 1561 роком в акті, у якому говорилось про те що, у другій половині 16 століття село було власністю князів Острозьких. В кінці 16 століття селяни перебували в залежності від кількох власників, які на свій розсуд визначали повинності й розміри ренти.
У 1583 році князеві Констянтину Острозькому належало в селі 31 дим, 20 городників, 12 підсусідків, а шляхтичеві А.Пимбовському — 7 димів, 5 городників, 4 комірники.
У 1629 році в селі було 127 домів. Воно входило до складу Луцького повіту.
У церкві святої Троїці (побудована в 1735 році) зберігались документи з 1648 року. Серед таких великої уваги заслуговує рукописна праця «Суботник», яку в 1963 році уклав син священика Самуїла Ярмаркевича, прийшовшого до Погорільців із Степаня. В Україні Погорілці є ще в чотирьох областях. Крім того маємо «Погорілці», «Погоріловка», «Погоріле», «Погорілове», «Погорілий», «Погоріла» і так далі. У дарчій грамоті 1753 році Погорільці під назвою «Погорищи» відходять до Станіслава Любомирського. Інший варіант цього акту від 1755 року.
До 1861 року село під іншим «Погорєльци» належало княгині Ядвизі Любомирській. Багато видатних подій не проходило мимо села.
У 1887 році поміщиця Я. Любомирська продала за 80 тисяч карбованців директорові промислового банку. Значні земельні ділянки придбала церква. В 1889 році їй належала 101 десятина землі. Заможні селяни почали будувати добротні хати.
В 1871 році в селі було відкрито першу парафіяльну школу. З кінця 19 століття землею володіла графиня Шувалова, яка жила в Петербурзі. у Погорільцях хазяйнували орендарі — Ламбарда і Каминацький. Згодом у 1889 році дається дозвіл на відкриття школи. Відсутнім було медичне обслуговування селян.
У 1906 році село Погорільці Дубенської волості Дубенського повіту Волинської губернії. Відстань від повітового міста 7 верст, від волості 8. Дворів 179, мешканців 1568.
7 (20) листопада 1917 року, відповідно до Третього Універсалу Української Центральної Ради, увійшло до складу Української Народної Республіки.
На 1936 рік село входило до ґміни Дубно Дубенського повіту. 
У лютому 1941 року в селі Привільне радянська влада організувала колгосп. Спочатку він об`єднував  37 господарств, згодом до нього заставили вступити ще 33 сім`ї.
У лютому 1946 року селяни організували колгосп. В 1948 році організувався колгосп імені Кірова в селі Черешнівці. На початку 1949 року будується колгосп у селі Панталії (імені Фрунзе) та у селі Дубрівці (імені Шевченка). Зразу ж після визволення села відкрили початкову школу, за парти сіли 40 учнів. До 1950 року неписьменність у селі була ліквідована Було виділено приміщення під клуб, де запрацювали гуртки самодіяльності — хоровий і драматичний.
У 1966 році село було повністю електрифіковане і ратифіковане. У 1963 році село Погорільці перейменоване на село Привільне.

## Сьогодення
Нині це мальовниче село у 10 кілометрах від міста Дубно. У Привільному налічується 360 дворів, проживає 1149 жителів. Нова діяльність відкрила перед його жителями всі шляхи натхненної праці підвищення добробуту й всебічного культурного розвитку.
У 2016 році село Привільне відсвяткувало  свій 455-річний ювілей.
Результатом плідної співпраці та взаємодії колективів усіх установ стало визнання Привільненської громади кращою в районі та нагородження відзнакою «Золотий колос» рейтингу громадської популярності Дубенщини.
Привільненська сільська рада першою у Дубенському районі ініціювала створення об'єднаної Привільненської територіальної громади з адміністративним центром у селі Привільне, до складу якої увійшли села Молодавської та Привільненської сільських рад. 24 квітня 2016 року, відбулись перші вибори голови та депутатів громади. Свою довіру переважна більшість членів об'єднаної Привільненської територіальної громади висловила Момотюку Юрію Вікторовичу.
На територій Привільненської сільської ради працюють 3 агроформування — це товариство з обмеженою відповідальність «Агро — Класік», товариство з обмеженою відповідальністю «РАЙЗ-Захід», сільське фермерське господарство «Привільне».
Рішенням сесії сільської ради від 04.11 2008 року за № 507 затверджено Положення про зміст, опис і порядок використання символіки сільської  ради.
           Герб сільської ради відображає історичні, культурні та соціально — економічні особливості Привільненської сільської ради. Проект герба розроблено сільським головою Момотюком Юрієм Вікторовичем.
Герб  сільської ради має вигляд щита, розділено на 4 частини.
-       верхня частина червоного кольору, на фоні якого зображено хрест, символ Волинського краю та українського козацтва,
-       синя частина символізує небо,
-       жовта частина щита символізує сільськогосподарський, хліборобський напрямок розвитку сільської ради,
-       нижня, чорного кольору, частина щита символізує родючі землі та важкі періоди у історії становлення села Погорільці (з 1962 року –Привільне).
-       зелений паросток, який пробивається з землі, який символізує життя, оновлення, розквіт, відродження.
-       Червоне полум'я, яке майоріє над паростком, символізує незгасимість енергії, поступу, тепла, затишку селянських родин.
Фізичні та юридичні особи використовують символіку сільської ради вільно (крім використання  у комерційній діяльності).
         Використання герба сільської ради у комерційній діяльності здійснюється виключно з дозволу сільської ради на визначених нею умовах.
Про село Привільне, про долю його жителів, написано художній роман-хроніку Миколи Солтиса «Ой горе тій чайці». Книга обсягом у 484 сторінки видрукувана накладом 100 прим. у Києві видавництвом «Логос» і є бібліографічною рідкістю. У 2012 р. за роман-хроніку «Ой горе тій чайці» Микола Солтис отримав міжнародну премію ім. Авеніра Коломийця. Церемонія вручення відбулася в Дубенській центральній міській бібліотеці. Автор є уродженцем с. Привільне і проживає сьогодні у м. Красилові, Хмельницької обл.
12 червня 2020 року, відповідно до розпорядження Кабінету Міністрів України № 722-р від «Про визначення адміністративних центрів та затвердження територій територіальних громад Рівненської області», увійшло до складу Привільненської сільської громади.
19 липня 2020 року, в результаті адміністративно-територіальної реформи та ліквідації  Дубенського (1939—2020) району, село увійшло до складу новоутвореного Дубенського району.

## Населення

### Мова
Розподіл населення за рідною мовою за даними перепису 2001 року:
| Мова       | Кількість | Відсоток |
| ---------- | --------- | -------- |
| українська | 1102      | 98.83%   |
| білоруська | 7         | 0.63%    |
| російська  | 5         | 0.45%    |
| вірменська | 1         | 0.09%    |
| Усього     | 1115      | 100%     |

## Відомі люди
- Пекарський Леонтій Феодосійович (1857-1937) - протоєрей, один із засновників церковного життя на терені Маньчжурії, від 1906 - благочинний всіх православних парафій на терені Китайсько-Східної залізниці
- Солтис Микола Тарасович — педагог, громадський і культурний діяч, письменник
- Олійник Геннадій Кирилович — письменник, музикант та поет.

### Учасники Другої світової війни
- Роїк Кузьма Степанович народився 1 листопада 1912 року в селі Привільне. 31 травня 1941 року мобілізований до лав радянської армії. Направлений у м. Дубно в Гаубичний 41-й полк, який розташовувався у лісі біля Смиги. Брав участь у боях за м. Київ. Згодом, за наказом Й.Сталіна Роїка Кузьму з фронтовими побратимами відправили на роботи в тил, які тривали з 1941 по 1945 роки. Нагороджений двома орденами «За добру працю у Великій Вітчизняній війні», «Ветеран праці».
- Тимощук Олександр Лукашевич народився 5 вересня 1911 року. Призваний на фронт у березні 1944 року, коли визволяли м. Дубно. До мобілізації займався заготівлею будівельних матеріалів та дров. Олександр Лукашевич пішов у запасні сили Червоної армії, був кавалеристом. Перший бій з ворогом відбувся коли визволяли місто Воронеж (був звільнений задовго до березня 1944 р.). Після бою солдат дивом залишився живим. Багато міст і сіл визволяв солдат, але найбільший, переможний, бій зустрів під час визволення м. Прага. В середині травня 1945 року Тимощук Олександр повернувся додому, у своє рідне село Привільне. Нагороджений орденами і медалями «За відвагу», «За мужність».
- Висоцький Микола Андрійович народився 17 липня 1917 року у селі Привільне. Призваний на фронт в 1943 році. Був сапером, будував під Москвою мости. Взимку важко поранений у руку, лікувався у шпиталі в Ленінграді. Згодом служив в Латвії, займався розмінуванням, будував мости. Під час будівництва мостів у Києві, Миколу Андрійовича поранено в ногу, лікувався в шпиталі у Одесі. Весною 1945 року нагороджений Орденом Вітчизняної війни ІІ ступеня.